# العطنة (حفاش)

تعديل مصدري - تعديل

العطنة هي إحدى قرى عزلة بني دهمان بمديرية حفاش التابعة لمحافظة المحويت، بلغ تعداد سكانها 542 نسمة حسب تعداد اليمن لعام 2004.